# Carlos Bracher
Carlos Bracher (Juiz de Fora 19 de dezembro de 1940) é um premiado pintor, escritor e escultor brasileiro. Casado com a pintora Fani Bracher tem duas filhas, a jornalista e cineasta Blima Bracher e a atriz Larissa Bracher.

## Biografia
Descendente de suíços germanófonos, na década de 1990 Bracher iniciou uma sequência de “Séries Temáticas”, a primeira lhe deu projeção internacional. Em 1990, Bracher percorreu os caminhos do também pintor expressionista Van Gogh realizando a série “Homenagem à Van Gogh”, com 100 telas pintadas no centenário de morte do artista, dando vazão a uma paixão de adolescência. A partir da série, o artista foi convidado a expor em importantes museus da Europa, América e Ásia. Em 1992 lança seu olhar ao mundo industrial, pintando a série Do Ouro ao Aço, sobre a siderurgia em Minas Gerais.
Na “Série Brasília”, de 2007, faz homenagem a Juscelino Kubitschek, pintando 66 quadros nas ruas e esplanadas da capital expostos no Museu Nacional, projeto de Oscar Niemeyer. Em 2012, realiza a Série Petrobras, imprimindo visão artística ao mundo industrial do petróleo. Pinta, in loco, as principais refinarias da empresa com a produção de 60 obras, entre pinturas e aquarelas.
Em 2014, data dos 200 anos da morte de Aleijadinho, realizou a série “Bracher: Tributo a Aleijadinho” que faz uma releitura contemporânea sobre a obra do grande mestre do Barroco. Atualmente uma retrospectiva com 50 quadros, produzidos entre 1961 a 2006, percorre diversas cidades europeias já expostas no Museu de Arte Contemporânea de Moscou, Frankfurt, Praga, Estocolmo, Bruxelas, Bruges, Basileia, Dusseldorf, Luxemburgo e Gotemburgo.
Entre 2014 e 2015, Bracher ocupou as principais salas dos Centros Culturais Banco do Brasil nas cidades de Belo Horizonte, São Paulo, Rio de janeiro e Brasília, além do Centro Cultural Usiminas com a mostra "Bracher: Pintura & Permanência", sob a curadoria de Olívio Tavares de Araújo. A exposição ganhou o prêmio de Destaque Especial como a melhor do ano, pela Associação Brasileira de Críticos de Arte e foi vista por mais de 500 mil pessoas. Em 06 de maio de 2016, Carlos Bracher tomou posse na cadeira 32 da Academia Mineira de Letras.